# Araneus nigromaculatus
Araneus nigromaculatus là một loài nhện trong họ Araneidae.
Loài này thuộc chi Araneus. Araneus nigromaculatus được Ehrenfried Schenkel-Haas miêu tả năm 1963.